# Revival (Eminemov album)
Revival je deveti studijski album američkog repera Eminema. Album je objavljen 15 decembra od strane izvođacke kuće Šejdi rekords, Aftermet rekords i Interskop rekords.
Album je rađen tokom 2016-2017 godine i sadrži veliki broj producenata uključujući i samog Eminema. Iako se Dr.Dre vodi kao jedan od glavnih producenata, traku koju je on oficialno uradio je u stvari skit.
Revival sadrži nekolicinu izvođača uključujući: Ed Širan, Bijonse, Skilar Grej, X Ambasadors, Frejzer, Ališa Kiz, Pink, Kelani. 
Album je procureo 13 decembra 2017, glavni singl albuma je 'Walk on Water' koji je objavljen 10 decembra i ovo je ujedino i prva saradnja između Bijonse i Eminema. 'Untouchable' je izdat 8 decembra u nameri da promotiviše album. Drugi singl je 'River' sa Ed Širanom, izdat 5 januara 2018. Treći singl 'Nowhere fast' poseduje vokale Kelani i objavljen je 27 marta 2018. Proširena verzija ove pesme je objavljena na EminemMusic jutjub kanalu a ujedino je i izvedena i na iHeart muzičkoj dodeli nagrada 11 marta 2018. Četvrti singl 'Framed' objavljen je 3 aprila 2018. 
Iako je ocenjen mešovito, album je komericijano dobro prošao. U Australiji, Kanadi, SAD i UK je rangiran kao broj 1 na album listi, takođe u UK je postao i Božićni broj 1 album. 

## Pozadina albuma
Eminem je 2016. godine objavio da uveliko radi na albumu. U Oktobru 2016. godine na tviteru je napisao Ne brinite, uveliko radim na albumu, evo vam nešto u međuvremenu - "Campaign Speech", fristajl u kome priča o problemima i kritikuje predsednika. Na BET 2017 dodeli je izveo The Storm, fristajl u kome rigorozno kritikuje predsednika Amerike. Na internetu su takođe objavljivane lažne novosti u vezi albuma, nekolicina su pisali da će neki od gostiju biti Adel, Vikend, Čens reper ...

## Objava i promocija
The Storm fristajl je postao viralan i trenutno ima 41 milion prikaza kao i 1,1 milion lajkova. 25 oktrobra Eminemov menadžer Pol Rozenberg je na svom instagram profilu objavio omot albuma izvođača Jelavulf , međutim u pozadini slike se nalazila zgrada i na njoj poster na kome je pisalo Iskoristi momenat - uzmi Revival. E kod Revivala je bilo okrenuto, što je ukazivalo na Eminemov simbol. Kasnije je Revival promovisan kao lek za bolove, a na veb stranici su puštane pesme poput I Need A Doctor itd. Sve dok jednog dana na Eminemovom instagramu nije objavljen video na kome je objašnjeno da je Revival u stvari Eminemov album a ne lek za bolove, medjutim mnogi su komentarisali da je Revival ujedino i lek za bol , zbog najezde Mumble repera i pogoršanja hip-hop-rap scene.

## Komercijalni uspeh
Revival je ušao kao top 1 na UK album listi sa 132000 album-ekvivalentih jedinica, drugi najveći posle Ed Širanovog - Divajd, na US album listi - Bilbord je ušao kao broj 1 sa 267000 album-ekvivalentnih jedinica od kojih su 197000 bile čiste prodaje. Time je Eminem postao prvi izvođač sa 8 uzastopnih broj 1 albuma.

## Spisak pesama
1. Walk on Water ft. Beyonce
2. Belive
3. Chloraseptic ft.Phresher
4. Untouchable
5. River ft. Ed Sheeran
6. Remind Me(Intro)
7. Remind Me
8. Revival (Interlude)
9. Like Home ft. Alicia Keys
10. Bad Husband ft. X Ambassadors
11. Trading Endings ft. Skylar Grey
12. Framed
13. Nowhere fast ft. Kehlani
14. Heat
15. Offended
16. Need Me ft. P!nk
17. In Your Head
18. Castle
19. Arose

## Sertifikati i Top Liste
| Region      | Sertifikat | CU/Prodaja |
| ----------- | ---------- | ---------- |
| Austrija    | Zlato      | 7500       |
| Kanada      | Platina    | 80000      |
| Danska      | Zlato      | 10000      |
| Francuska   | Zlato      | 80000      |
| Nemačka     | Zlato      | 100000     |
| Italija     | Zlato      | 25000      |
| Novi Zeland | Zlato      | 7500       |
| UK          | Platina    | 300000     |

| Top Lista 2017-2018       | Pozicija |
| ------------------------- | -------- |
| Norveška lista            | 1        |
| Škotska lista             | 2        |
| Švedska lista             | 2        |
| Nemačka lista             | 2        |
| Francuska lista           | 13       |
| Italijanska lista         | 7        |
| Australijska lista        | 1        |
| Austrijska lista          | 2        |
| Kanadska lista(Billboard) | 1        |
| Finska lista              | 1        |
| Švajcarska lista          | 1        |
| UK Albumi (OCC)           | 1        |
| US Billboard 200          | 1        |
| US Top R&B/Hip-Hop        | 1        |